# Louise Japha
Louise Japha (Hamburg, 2 de febrer de 1826 - Wiesbaden, 13 d'octubre de 1910) fou una pianista i compositora alemanya del Romanticisme. Estava casada amb el també músic Wilhelm Langhans.
A partir del 1874 fixà la seva residència a Wiesbaden, dedicant-se a l'ensenyança del piano, sent les seves lliçons molt sol·licitades. Entre les seves composicions, molt elogiades per Schumann, hi figuren Drei Gondolieren, Bluettes, Lieders, melodies, etc.